# We Insist!
We Insist! (nebo také We Insist! Max Roach's Freedom Now Suite) je studiové album amerického jazzového bubeníka Maxe Roacha z roku 1960. Album bylo nahráno od konce srpna do počátku září v New Yorku a jeho producentem byl Nat Hentoff. Album otextoval Oscar Brown a nazpívala Abbey Lincoln, která je spolu Roachem jediná, která se podílí na všech pěti písních.

## Seznam skladeb
| Pořadí         | Název                          | Autor                  | Délka |
| -------------- | ------------------------------ | ---------------------- | ----- |
| 1.             | Driva Man                      | Max Roach, Oscar Brown | 5:17  |
| 2.             | Freedom Day                    | Roach, Brown           | 6:08  |
| 3.             | Triptych: Prayer/Protest/Peace | Roach                  | 8:09  |
| 4.             | All Africa                     | Roach, Brown           | 8:01  |
| 5.             | Tears for Johannesburg         | Roach                  | 9:42  |
| Celková délka: | Celková délka:                 | Celková délka:         | 37:17 |

## Obsazení
- Max Roach – bicí
- Abbey Lincoln – zpěv
- Booker Little – trubka
- Julian Priester – pozoun
- Walter Benton – tenorsaxofon
- Coleman Hawkins – tenorsaxofon
- James Schenk – kontrabas
- Michael Olatunji – konga, zpěv
- Raymond Mantilla – perkuse
- Tomas du Vall – perkuse